# Die Faust im Nacken
Die Faust im Nacken (Originaltitel On the Waterfront) ist ein in Schwarzweiß gedrehtes US-amerikanisches Filmdrama von Elia Kazan aus dem Jahre 1954. Die Hauptrollen spielen Marlon Brando, Karl Malden und Eva Marie Saint (in ihrem Kinodebüt). Budd Schulberg schrieb das Drehbuch nach einer 1948 publizierten Reportageserie von Malcolm Johnson.
Die Faust im Nacken gilt als Meilenstein eines „neuen Realismus“ im amerikanischen Kino und herausragender Vertreter des Method Acting im Film. Er wurde mit zahlreichen Preisen, darunter acht Oscars, vier Golden Globes und zwei New York Film Critics Circle Awards ausgezeichnet. 2007 belegte der Film Rang 19 der „100 besten amerikanischen Filme aller Zeiten“ des American Film Institute.

## Handlung
Im Hafen von Hoboken herrscht eine korrupte Gewerkschaft der Dockarbeiter, die von dem rücksichtslosen Johnny Friendly geleitet wird. Die Hafenarbeiter müssen Mitglied der Gewerkschaft werden, um überhaupt Arbeit zu bekommen. Arbeiter, die sich gegen dieses System auflehnen, müssen damit rechnen, keinen Job oder im schlimmsten Fall den Tod zu finden.
Terry Malloy, ein gescheiterter Boxer, ist einer dieser Arbeiter, sein gebildeter Bruder Charley dagegen ist der Rechtsanwalt der Gewerkschaft. Durch Charleys Tätigkeit genießt Terry diverse Privilegien, muss der Gewerkschaft aber auch gefällig sein. Unwissend führt er den jungen Arbeiter Joey in eine von Friendlys Handlangern gestellte tödliche Falle. Nach dem Mord an Joey lernt Terry dessen Schwester Edie kennen und verliebt sich in sie. Edie möchte gemeinsam mit Pater Berry die Schuldigen am Tode von Joey zur Strecke bringen. Terry befindet sich durch die Beziehung zu Edie plötzlich zwischen den Fronten. Einerseits plagt ihn sein Gewissen, andererseits fürchtet er, sein Ansehen in seinem sozialen Milieu zu verlieren, wenn er mit der Polizei zusammenarbeitet.
Friendly erfährt vom Vorhaben Terrys, vor Gericht gegen ihn auszusagen. Er fordert dessen Bruder Charley auf, Terry zum Einlenken zu bewegen oder ihn zu töten. Bei der Aussprache der Brüder, bei der Terry Charley seine Korruption vorhält, die auch seine Boxerkarriere ruinierte, bringt Charley es jedoch nicht fertig, Friendlys Auftrag auszuführen. Um ein Exempel zu statuieren, lässt Friendly Charley umbringen und seinen Leichnam an einem Dockarbeiter-Haken aufhängen. Als Terry seinen ermordeten Bruder findet, schwört er Rache. Pater Berry kann ihn jedoch davon überzeugen, dass seine Aussage vor Gericht die effektivere Rache sei.
Nach seiner Aussage fühlt Terry sich als Verräter und wird von den Hafenarbeitern und Bewohnern des Viertels geschnitten. Als Terry dennoch am nächsten Tag zur Arbeit erscheint, kommt es zur Auseinandersetzung mit Friendly und seinen Leuten. Terry wird brutal zusammengeschlagen, sein Kampf gegen die korrupte Gewerkschaft scheint verloren. Der Hafen-Unternehmer erscheint und fordert die Arbeiter wieder zur Arbeit auf, doch diese bleiben wie gelähmt stehen. Pater Berry und Edie motivieren den am Boden liegenden ehemaligen Boxer Terry wieder in den „Ring“ zu steigen, „nur eine Erste Runde“ sei verloren. Terry kommt zwar schwankend, aber doch wieder auf die Beine und geht den Arbeitern voran als Erster durch das Hafentor zur Arbeit; sämtliche Hafenarbeiter folgen nun ihm. Die Gewerkschaft ist ihrer Macht beraubt und ausgesperrt. Friendlys Macht ist gebrochen. Pater Berry verspricht, gemeinsam mit Terry eine neue Gewerkschaft ohne Korruption zu gründen.

## Hintergrund

### Vorlage und Drehbuch
1948 veröffentlichte der Journalist Malcolm Johnson in der New York Sun eine Reportageserie mit dem Titel Crime on the Water Front über die Arbeitsbedingungen New Yorker Hafenarbeiter, die im darauffolgenden Jahr mit dem Pulitzer-Preis ausgezeichnet wurde. Ebenfalls 1948 schrieb Schulberg gemeinsam mit Robert Siodmak unter dem Titel „A Stone in the River Hudson“ einen ersten Drehbuchentwurf zum selben Thema. Im Zuge der gegen tatsächliche oder vermeintliche Kommunisten gerichteten Ermittlungen des House Committee on Un-American Activities (HUAC) wurde auch Schulberg beschuldigt und das Projekt auf Eis gelegt.
Gleichzeitig schrieb der Autor Arthur Miller an einem Drehbuch über New Yorker Dockarbeiter mit dem Arbeitstitel „Hook“. Dieses schlugen Miller und Elia Kazan 1951 Harry Cohn von Columbia Pictures vor, doch auch dieses Projekt zerschlug sich, nachdem Cohn vorgeschlagen hatte, aus den korrupten Gewerkschaftern Kommunisten zu machen. Miller verwendete Motive aus „Hook“ in seinem 1955 erstaufgeführten Theaterstück A View From the Bridge. Ob Miller und Schulberg ihre Drehbücher unabhängig und ohne Wissen vom Projekt des anderen schrieben oder nicht, wurde später unterschiedlich dargestellt. Auch wies der Miller-Biograf Martin Gottfried auf den Umstand hin, dass Schulberg sich zwar bereits für seinen ersten Drehbuchentwurf auf Johnsons Reportage als Grundlage berief, aber Johnson erst 1953 schriftlich von seinem Agenten über den Verkauf der Filmrechte seines Buchs informiert wurde.
Schulberg und der ebenfalls kommunistischer Sympathien beschuldigte Kazan rehabilitierten sich 1951 bzw. 1952, indem sie vor dem HUAC-Ausschuss die Namen ehemaliger linker Weggefährten nannten. Kazan, den das Hafenarbeitermilieu als Filmstoff nicht losgelassen hatte, wandte sich an Schulberg als Drehbuchautor, Darryl F. Zanuck sollte den Film produzieren. Zanuck konnte sich, auch nach dem Misserfolg von Viva Zapata!, nicht vorstellen, dass der Film ein Erfolg sein könnte, und lehnte ab. Schließlich überzeugten Schulberg und Kazan den unabhängigen Produzenten Sam Spiegel, der Zanuck die Filmrechte abkaufte. Bei der Besetzung plante Kazan von Beginn an Marlon Brando mit ein, der bereits bei Endstation Sehnsucht und Viva Zapata! die Hauptrolle übernommen hatte. Brando, enttäuscht über Kazans Verhalten vor dem HUAC, sagte zunächst ab, und die Rolle des Terry Malloy wurde Frank Sinatra angeboten. Schließlich sagte Brando, vom Produzenten Spiegel überredet, doch zu.
Die positiv dargestellte Aussage Terry Malloys gegen Johnny Friendly und seine Bande vor dem Untersuchungsausschuss wurde später allgemein als filmische Rechtfertigung Kazans und Schulbergs für ihre Aussage vor dem HUAC gedeutet, die unter anderem zum Bruch Kazans mit seinem ehemaligen Weggefährten Arthur Miller führte. Kazan stützte diese Sichtweise in Teilen, Schulberg dagegen widersprach.

### Dreharbeiten und Filmstart
Die Faust im Nacken wurde innerhalb von 35 Tagen an Originalschauplätzen in Hoboken, New Jersey, gedreht. Das Budget betrug 800.000 US-Dollar und lag damit für eine damalige Filmproduktion leicht unter dem Durchschnitt, der 1950 ca. 1 Million Dollar betrug. Am 28. Juli 1954 feierte der Film seine New Yorker Premiere und spielte innerhalb der Erstauswertung 9,5 Millionen Dollar ein. Nach Erscheinen des Films klagte Robert Siodmak gegen Spiegel wegen Copyrightverletzung und unterlassener Anerkennung seiner künstlerischen Leistung. Siodmak bekam 100.000 Dollar zugesprochen, sein Name wurde jedoch weiterhin nicht im Vorspann genannt.
Am 5. November 1954 startete der Film in den Kinos der BRD. Im deutschen Fernsehen war er erstmals am 8. August 1970 in der ARD zu sehen.

### Deutsche Fassung
Die deutsche Synchronbearbeitung entstand 1954 in den Ateliers der Ultra Film Synchron GmbH in Berlin. Dialogregie führte Alfred Vohrer.
| Figur                     | Darsteller        | Deutscher Sprecher  |
| ------------------------- | ----------------- | ------------------- |
| Terry Malloy              | Marlon Brando     | Harald Juhnke       |
| Father Berry              | Karl Malden       | Paul Klinger        |
| Johnny Friendly           | Lee J. Cobb       | O. E. Hasse         |
| Edie Doyle                | Eva Marie Saint   | Marion Degler       |
| Charley „the Gent“ Malloy | Rod Steiger       | Curt Ackermann      |
| Gillette                  | Martin Balsam     | Klaus Miedel        |
| Luke                      | Don Blackman      | Alexander Welbat    |
| Moose                     | Rudy Bond         | Paul Wagner         |
| Glover                    | Leif Erickson     | Hans Wiegner        |
| Truck                     | Tony Galento      | Franz Nicklisch     |
| „Pop“ Doyle               | John F. Hamilton  | Eduard Wandrey      |
| Dugan                     | Pat Henning       | Alfred Balthoff     |
| Jimmy                     | Arthur Keegan     | Ernst Jacobi        |
| J. P. Morgan              | Barry Macollum    | Herbert Weissbach   |
| Tullio                    | Tami Mauriello    | Hans Emons          |
| Big Mac                   | James Westerfield | Wolfgang Eichberger |

## Rezeption

### Kritiken
Die zeitgenössische Kritik urteilte fast durchgehend positiv über Kazans Film. Variety lobte die Leistungen aller führenden Darsteller, die von Brando insbesondere, der „einen spektakulären Auftritt und eine faszinierende, facettenreiche darstellerische Leistung“ abliefere. Verhaltene Kritik übte Variety allein am Finale: „Dem Höhepunkt, als Brando, der zuvor fast bewusstlos geschlagen wurde, sich erhebt und die Hafenarbeiter zu ihren nächsten Job führt […] mangelt es an Überzeugungskraft.“ A. H. Weiler von der New York Times kam zu einem ähnlichen Resümee: „Trotz seines Happy-Ends, seinem Hang zum Predigen und seiner etwas gelackten Abbildung einiger Facetten des konflikt- und sorgenreichen Lebens im Hafenviertel ist Die Faust im Nacken Filmemachen von seltener und besonderer Güte. […] ein so gewalttätiges und unauslöschliches Filmdokument über des Menschen inhumanes Verhalten gegen seinen Nächsten wie kein weiteres in diesem Jahr.“
Ein vernichtendes Urteil über den Film fällte hingegen John Howard Lawson, der anders als Kazan und Schulberg die Zusammenarbeit mit dem HUAC verweigert hatte und dafür zu einer Gefängnisstrafe verurteilt worden war und daraufhin in Hollywood lange keine Arbeit fand. Im Hollywood Review kritisierte er: „Was wir auf der Leinwand sehen ist kein Teil der Wirklichkeit, sondern ihre völlige Verzerrung […] wenige Amerikaner würden zustimmen, dass gewöhnliche Bürger und die Arbeiterklasse im Besonderen in einem Klima des Schreckens und der Gewalt leben und arbeiten.“ Der Film belege „den Einfluss des McCarthyismus auf den amerikanischen Film“ und stelle ein Stück „antidemokratischer, arbeiterfeindlicher und unmenschlicher Propaganda“ dar.
Der Kritiker und spätere Filmemacher Lindsay Anderson bezeichnete im britischen Sight & Sound das Finale des Films als „unterschwellig (oder unterbewusst) faschistisch“. Die berauschten Hafenarbeiter, so Anderson, würden sich von einem Unterdrücker (Friendly) dem potenziellen nächsten Unterdrücker (Terry Malloy) zuwenden, ohne so etwas „wie eine Befreiung“ erfahren zu haben. Das Ende lasse nur zwei Deutungen zu, als „hoffnungslos und in brutaler Weise ironisch“ oder „auf ganzer Linie verächtlich“, da es „Idealismus vorgibt, aber in Wirklichkeit keinerlei Würde, Freude oder Liebe offeriert“. Eine Erklärung für die unterdrückerischen Zustände liefere der Film nicht.
Der deutsche Spiegel äußerte sich dagegen positiv über den Film: „Zum erstenmal gelang einem Filmregisseur ein realistisches und darum brutales Bild von den Praktiken der Hafenarbeiter-Gewerkschaft […] Der Film vermeidet die üblichen Vereinfachungen und […] überzeugt auf subtilere Weise davon, daß Glaube und Anständigkeit mitunter Armut und Unwissenheit überwinden können.“ Die Zeit lobte Brandos Leistung und Kazans Regie, die „aus der reißerisch angelegten Geschichte harte Sozialkritik“ mache und einen „Hafenfilm ohne falschen Ton und ohne übliche Pathetik“ geschaffen habe. Die katholische Filmkritik nannte Kazan einen „Meisterregisseur“ und seinen Film „künstlerisch und ethisch wertvoll“.
Die Filmbewertungsstelle Wiesbaden verweigerte 1954 dem Film ein Prädikat. Der Verleiher Columbia legte erfolgreich Berufung gegen die Entscheidung ein, in der zweiten Instanz erhielt der Film ein „wertvoll“. Die Evangelische Filmgilde empfahl ihn im Dezember 1954 als Film des Monats.
Im Laufe der Jahre festigte sich das Urteil der Filmkritik. Roger Ebert notierte 1999: „Die Geschichte wirkt heute nicht mehr so frisch, der Kampf gegen Korruption und die Liebesgeschichte entsprechen althergebrachten Filmkonventionen. Aber die darstellerischen Leistungen und hervorstechendsten Dialogpassagen haben an Wucht nichts eingebüßt.“ Jonathan Rosenbaum vom Chicago Reader kritisierte den Film als „stellenweise prätentiös“ und „selbstherrlich“ angesichts Kazans und Schulbergs HUAC-Mitarbeit, doch seien Brando, Eva Marie Saint, Malden und Cobb „so gut wie eh und je“. Der Londoner Time Out Film Guide monierte zwar die religiöse Symbolik und das „beschämende“ Plädoyer für Denunzianten, befand den Film aber für „kraftvoll“ und „elektrisierend“.
Auch in Deutschland genießt der Film Klassikerstatus. Das Lexikon des internationalen Films resumierte: „Der mit Oscars überschüttete dramatische Film […] machte Schule im Kino des Realismus. Kazan verwandte große Sorgfalt auf Milieu und Atmosphäre, führte seine Darsteller zu packenden Leistungen und scheute nicht vor einem starken sozialen Pathos zurück.“ Das Lexikon „Filme im Fernsehen“ schrieb, Kazan erzähle seine Geschichte „in hartem Schwarzweiß, milieugesättigt, als Soziothriller der spannendsten Art; mit einem unvergesslichen Brando“.

### Auszeichnungen
- Oscar 1955
  - Bester Film
  - Bester Hauptdarsteller: Marlon Brando
  - Beste Nebendarstellerin: Eva Marie Saint
  - Beste Regie: Elia Kazan
  - Bestes Drehbuch: Budd Schulberg
  - Bestes Szenenbild (Schwarzweiß): Richard Day
  - Beste Kamera (Schwarzweiß): Boris Kaufman
  - Bester Schnitt: Gene Milford
  - Nominierungen:
    - Bester Nebendarsteller: Lee J. Cobb, Karl Malden, Rod Steiger
    - Beste Filmmusik: Leonard Bernstein
- Golden Globe Awards 1955
  - Bester Film
  - Beste Regie
  - Bester Darsteller: Marlon Brando
  - Beste Kamera
- New York Film Critics Circle Awards 1954
  - Bester Film
  - Beste Regie
  - Bester Darsteller: Marlon Brando
- Internationale Filmfestspiele von Venedig 1954
  - Silberner Löwe

### Filmhistorische Bedeutung
Trotz seiner „relativ simplen Kriminalfilm- und Sozialdrama-Handlung“ hob Peter Lev in History of the American Cinema: The Fifties Kazans Film wegen seiner Kombination von Italienischem Neorealismus und Method Acting hervor. Von Ersterem übernehme Die Faust im Nacken das Thema des Alltags der Arbeiterklasse und des Drehens an Originalschauplätzen, setze aber statt Laiendarstellern Method-Schauspieler in den wichtigsten Rollen ein, unter denen Brando als „dessen brillantester Vertreter“ herausrage. „Unter den drei Filmen der 1950er Jahre, die am häufigsten im Zusammenhang mit Method Acting genannt werden – Die Faust im Nacken, Jenseits von Eden und … denn sie wissen nicht, was sie tun“ –, mache Ersterer „am ausgedehntesten Gebrauch von der Method-Technik“ und präsentiere „eine darstellerische Leistung von Brando, die als herausragendes Beispiel des Method Acting im Film angesehen wird“. (Virginia Wright Wexman: Masculinity in Crisis: Method Acting in Hollywood)
1989 wurde Die Faust im Nacken als „kulturell, historisch oder ästhetisch bedeutsam“ ins National Film Registry der Library of Congress der Vereinigten Staaten aufgenommen. Der Film erhielt folgende Würdigungen bei Umfragen des American Film Institute:
- 1998: Platz 8 der „100 Movies – Die 100 besten amerikanischen Filme aller Zeiten“ (2007: Platz 19)
- 2003: Der von Marlon Brando dargestellte Terry Malloy schaffte es auf Platz 23 unter den „100 Heroes & Villains – Die 100 größten Helden und Schurken des amerikanischen Films“
- 2005: Die von Brando gesprochene Zeile „You don’t understand! I coulda had class. I coulda been a contender. I could’ve been somebody, instead of a bum, which is what I am.“ („Du verstehst das nicht! Ich hätte was werden können, zumindest ein klasse Boxer. Und was bin ich geworden? Ein gemeiner Lump.“) erreichte Platz 3 der „100 Movie Quotes – Die 100 besten Filmzitate aus US-Filmen aller Zeiten“

Insgesamt listet They Shoot Pictures, Don’t They? Die Faust im Nacken unter den angesehensten Werken der Filmgeschichte. Auch beim Publikum bleibt der Film ungebrochen populär. So setzen die Nutzer der Filmdatenbank IMDb Die Faust im Nacken auf Platz 208 ihrer Top 250 beliebtesten Filme.